# Lügen haben spitze Zähne
Lügen haben spitze Zähne (Originaltitel: Liar, Liar, Vampire) ist ein US-amerikanischer Fernsehfilm des Fernsehsenders Nickelodeon aus dem Jahr 2015. Die Hauptrollen spielen die Nickelodeon-Stars Brec Bassinger und Rahart Adams.

## Handlung
Davis Pell galt als Sonderling an seinen Schulen, da er aufgrund der berufsbedingten Umzüge seiner Mutter schwer Anschluss fand. Aus diesem Grund flüchtete er sich in eine Traumwelt, die er mit seiner blühenden Fantasie füllt. Nach dem jüngsten Umzug nimmt er sich vor, dieses Mal nicht der Unbeliebte zu sein, sondern Freundschaften zu knüpfen und eine Freundin zu finden. Bereits am ersten Abend in der neuen Stadt freundet er sich mit seiner Nachbarin und Klassenkameradin Vi an und verliebt sich am ersten Schultag in die Videobloggerin Caitlyn Crisp. Diese hält ihn für einen echten Vampir und Davis beschließt diese Rolle zu spielen, da sein sozialer Status dadurch erheblich steigt. Gemeinsam mit Vi, die eine Expertin im Bereich des Vampirismus ist, versuchen sie die ganze Schulgemeinschaft in diesem Glauben zu lassen.

## Hintergrund
Das Budget des Films betrug etwa 3,5 Millionen US-Dollar und wurde von Pacific Bay Entertainment produziert. Die Dreharbeiten fanden im August 2015 in Kanada statt. Die Fernsehpremiere des Films fand in den Vereinigten Staaten am 12. Oktober 2015 statt und erreichte eine Einschaltquote von 2,08 Millionen Zuschauern. Die deutsche Erstausstrahlung erfolgte am 14. November 2015.
Die Hauptdarsteller Brec Bassinger und Rahart Adams spielen ebenfalls Hauptrollen in verschiedenen Nickelodeon-Serien: Bassinger spielt Bella Dawson in Bella and the Bulldogs und Adams verkörperte Jax Novoa in Emma, einfach magisch!.
Der deutsche Filmtitel ist eine Anspielung auf die bekannte Redewendung Lügen haben kurze Beine.